# ریوهی میچیبوچی
ریوهی میچیبوچی (انگلیسی: Ryohei Michibuchi؛ زادهٔ ۱۶ ژوئن ۱۹۹۴) بازیکن فوتبال اهل ژاپن است.